# BBC Online
BBC Online est le nom du service en ligne de la radio-télévision britannique BBC, composé d'un large réseau de sites web, incluant le site d'information BBC News, la plateforme de vidéo à la demande BBC iPlayer, le site pré-scolaire CBeebies, etc.

## Historique
La BBC ne possède un accès en ligne que depuis 1994, mais n'a officiellement lancé BBC Online qu'en décembre 1997, à la suite de l'approbation du gouvernement de financer le service avec les revenus de la licence TV.

## Identité visuelle

### Logos

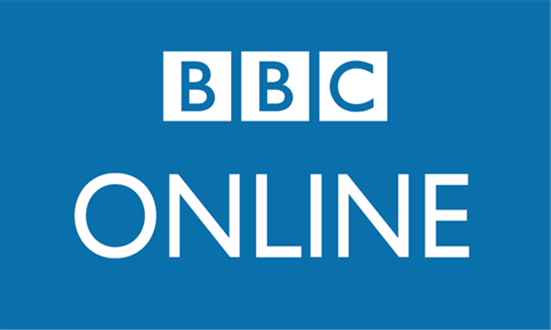
Logo de BBC Online de 2008 à 2022.
Logo de BBC Three depuis 2022.